# Štrihovec
Štrihovec – wieś w Słowenii, w gminie Šentilj. W 2018 roku liczyła 272 mieszkańców.